# لیو شیا
لیو شیا (چینی: 刘霞؛ زادهٔ ۱ آوریل ۱۹۶۱) نقاش، شاعر و عکاس چینی است. لیو از زمانی که همسرش، لیو شیائوبو، در سال ۲۰۱۰ برندهٔ جایزه صلح نوبل شد تا ۱۰ ژوئیهٔ ۲۰۱۸ که به او اجازه داده شد تا برای درمان به آلمان سفر کند در حبس خانگی بود.